# TIROS-1

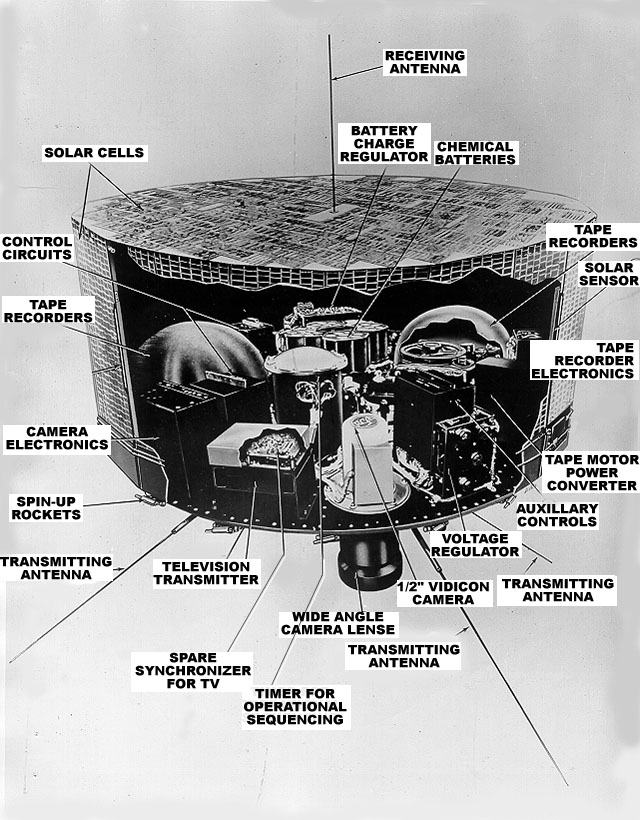
Přístrojové vybavení TIROS-1

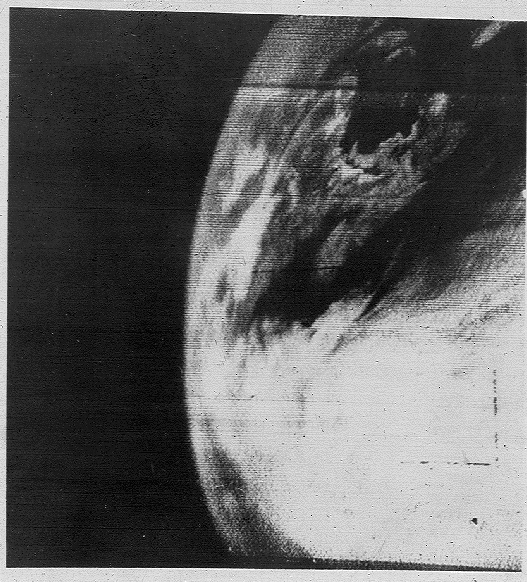
Jeden z prvních televizních družicových snímků pořízených družicí TIROS-1 (2. duben 1960)

TIROS-1 byla první úspěšně provozovaná meteorologická družice a první družice z programu TIROS (Television Infrared Observation Satellite). Družice byla vynesena raketou Thor Able 1. dubna 1960 z mysu Canaveral na Floridě. 

## Program a průběh mise
Účastníci programu: NASA, US ARMY Signal Research and Development Lab, RCA, US Weather Bureau, US Naval Photographic Interpretation Center.
Byla sestrojena k otestování nových experimentálních technik založených na záznamu pozorovaných oblačných struktur z oběžné dráhy. 
Na oběžnou dráhu Země se dostala pomocí rakety Thor Able z kosmodromu na Floridě 1. dubna 1960. V katalogu COSPAR dostala označení 1960-002B. Létala ve výšce 693 – 750 km s oběžnou periodou 99 minut.
Přestože družice pracovala pouze 78 dní, byla považována za velice úspěšnou, neboť dokázala užitečnost družic pro práci meteorologů. Během mise bylo nasnímáno tisíce obrázků oblačných textur atmosféry Země a byl zachycen jejich charakteristický chod. Je pravděpodobné, že létá na oběžné dráze stále, protože její životnost byla vypočítána na 60 let (viz kosmické smetí).

## Popis družice a vybavení
Družice nesla dvě televizní kamery spolu se dvěma záznamovými magnetickými páskami, na kterých se snímaná data uchovávala v době, kdy družice byla z dosahu přenosových pozemních stanic. Jedna kamera byla s vysokým rozlišením.
Energii zajišťovaly baterie dobíjené 9 200 solárními bateriemi. 
Družice měla 106 centimetrů v průměru a 48 centimetrů na výšku, vážila 120 kilogramů. Byla tvořena hliníkovou slitinou a nerezovou ocelí. Měla tři páry raket na tuhé palivo sloužících k otáčení.
K vysílání a přenosu sloužily antény připevněné na bázi a na horním okraji družice. 
Družice byla stabilizována proti rotaci a nebyla vázána při svém oběhu k povrchu Země, tudíž televizní kamery mohly povrch Země snímat pouze v době, kdy k němu byly natočeny. 